# Gouvernement Sagasta (3)
Restauration bourbonienne
Cánovas III Herrera
Le troisième gouvernement Práxedes Mateo Sagasta  est le gouvernement du royaume d'Espagne en fonction du 8 février 1881 au 13 octobre 1883.

## Histoire

### Arrivée des libéraux fusionnistes au pouvoir

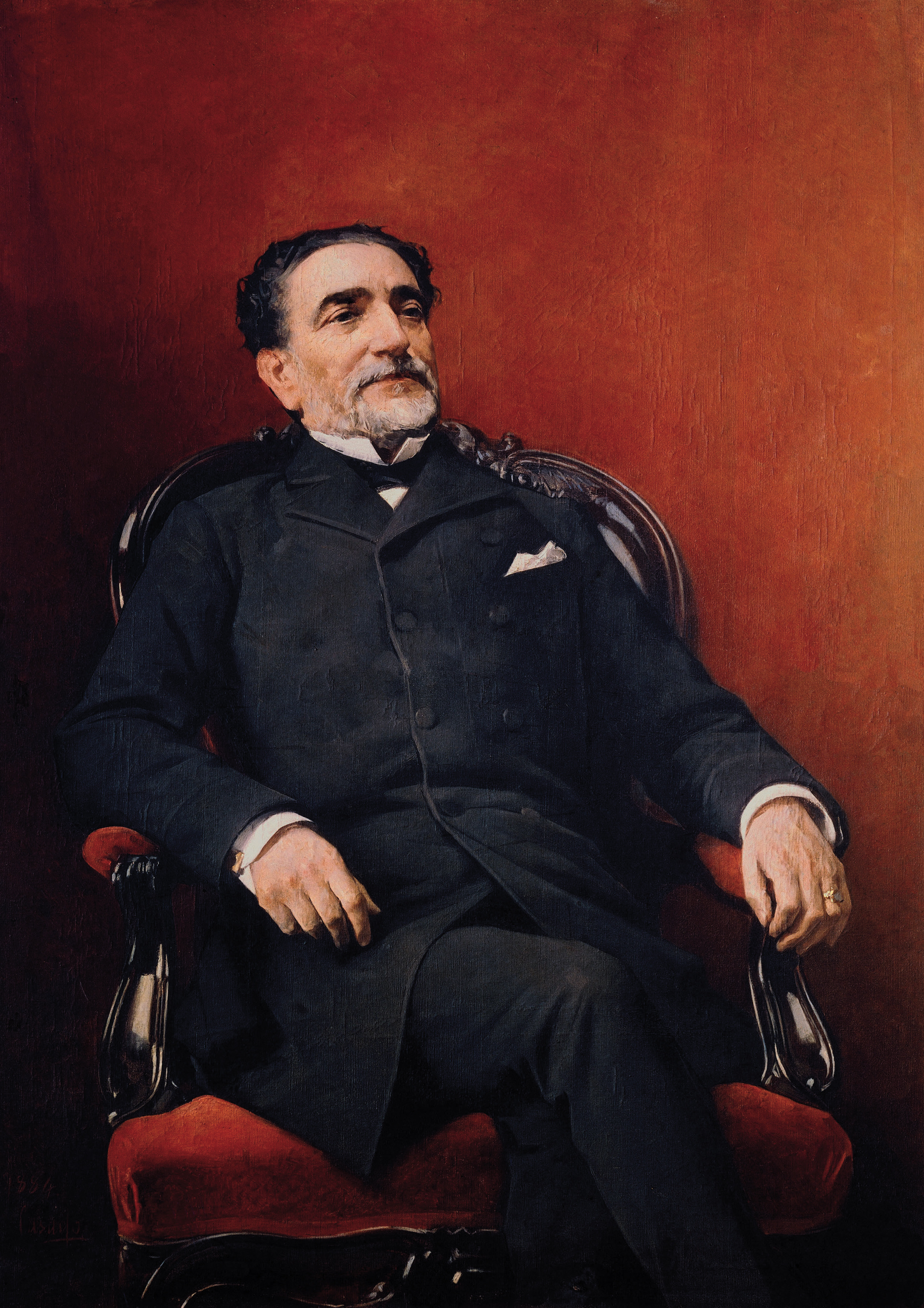
Portrait du dirigeant libéral Práxedes Mateo Sagasta par José Casado del Alisal (1884).

Contrairement au Parti conservateur qui en 1876 déjà était presque entièrement configuré sous l'impulsion de Cánovas, après un processus néanmoins « ardu et traumatique », le Parti libéral fusionniste — le « Parti libéral » — ne fut définitivement constitué qu’au printemps 1880. C'est alors que la majorité des membres du Parti constitutionnel du sexennat démocratique, suivant la ligne tracée par les « centralistes » de Manuel Alonso Martínez — qui avaient rompu avec le parti en mai 1875 pour « entrer » dans le système et qui avaient réintégré le parti en décembre 1878 — cessèrent définitivement de revendiquer la vigueur de la Constitution de 1869 et rompirent tout contact avec les républicains de Manuel Ruiz Zorrilla et Emilio Castelar. Le chef des constitutionnalistes, Práxedes Mateo Sagasta, était un politicien pragmatique comme Cánovas, convaincu qu'« en politique, on ne peut pas toujours faire ce que l'on veut, et il n'est pas toujours convenable de faire ce qui est le plus juste ».,

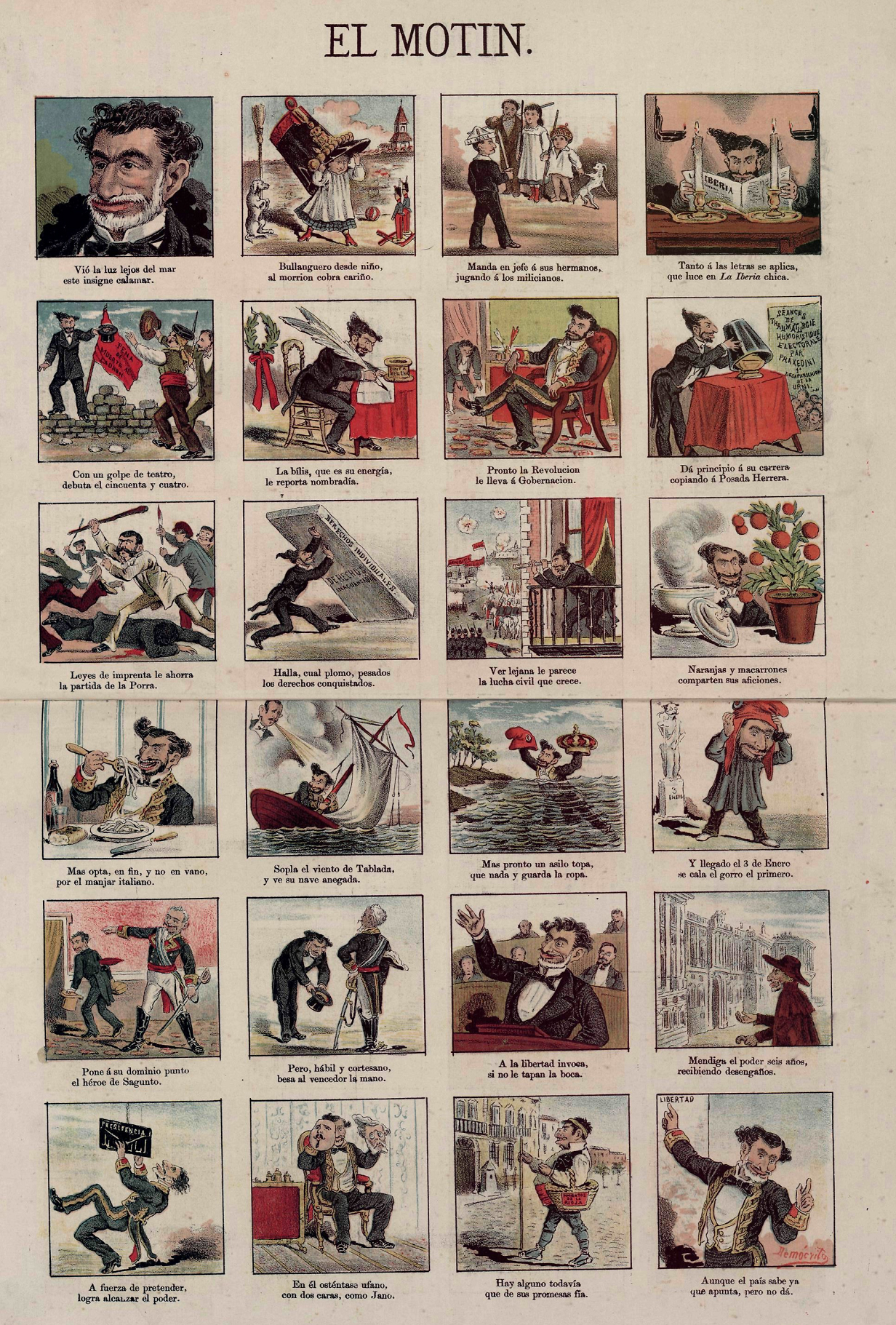
Auca satirique sur la trajectoire politique de Sagasta publiée dans El Motín le 24 avril 1881, deux mois après son accession au pouvoir.

Le changement de position des constitutionnalistes se trouva confirmé par leur « fusion » avec le groupe d'hommes politiques (et de militaires de haut rang, comme le général Manuel Pavía) issus du parti conservateur dirigé par le général Martínez Campos, qui s’opposait à Cánovas après l'échec de son expérience gouvernementale,,,. C'est ainsi qu’apparut en mai 1880 le Parti libéral fusionniste, résultat de la « fusion » des constitutionnels de Sagasta, des conservateurs de Martínez Campos et des « centralistes » de Manuel Alonso Martínez, tous placés sous la direction du premier,,,. Le roi Alphonse XII ne fut pas étranger à la gestation finale du nouveau parti. Selon Feliciano Montero, « C'était un parti hétérogène, avec peu de cohésion, de l'avis de Cánovas et des conservateurs, qui refusaient de céder le pouvoir ». En réalité, Cánovas avait avoué à l'ambassadeur britannique deux ans plus tôt qu'il « avait l'intention de rester à son poste [de Premier ministre] aussi longtemps qu'il le pourrait » parce que « les partis d'opposition étaient divisés en factions à tel point que, si son gouvernement échouait, il n'y avait pas de parti libéral entre les mains duquel il pût laisser le pouvoir avec la certitude qu'il consoliderait la Restauration ».
Sagasta présenta le nouveau parti « fusionniste » devant les Cortès le 14 juin 1880. Dans son discours il montra son respect de la Constitution de 1876, condition indispensable pour pouvoir accéder au gouvernement :

« Ce parti, le plus libéral de la monarchie, se propose d'adapter ses principes politiques et d’adopter ses procédures gouvernementales à l'interprétation la plus large, la plus extensive et la plus libérale de la Constitution de l'État. »

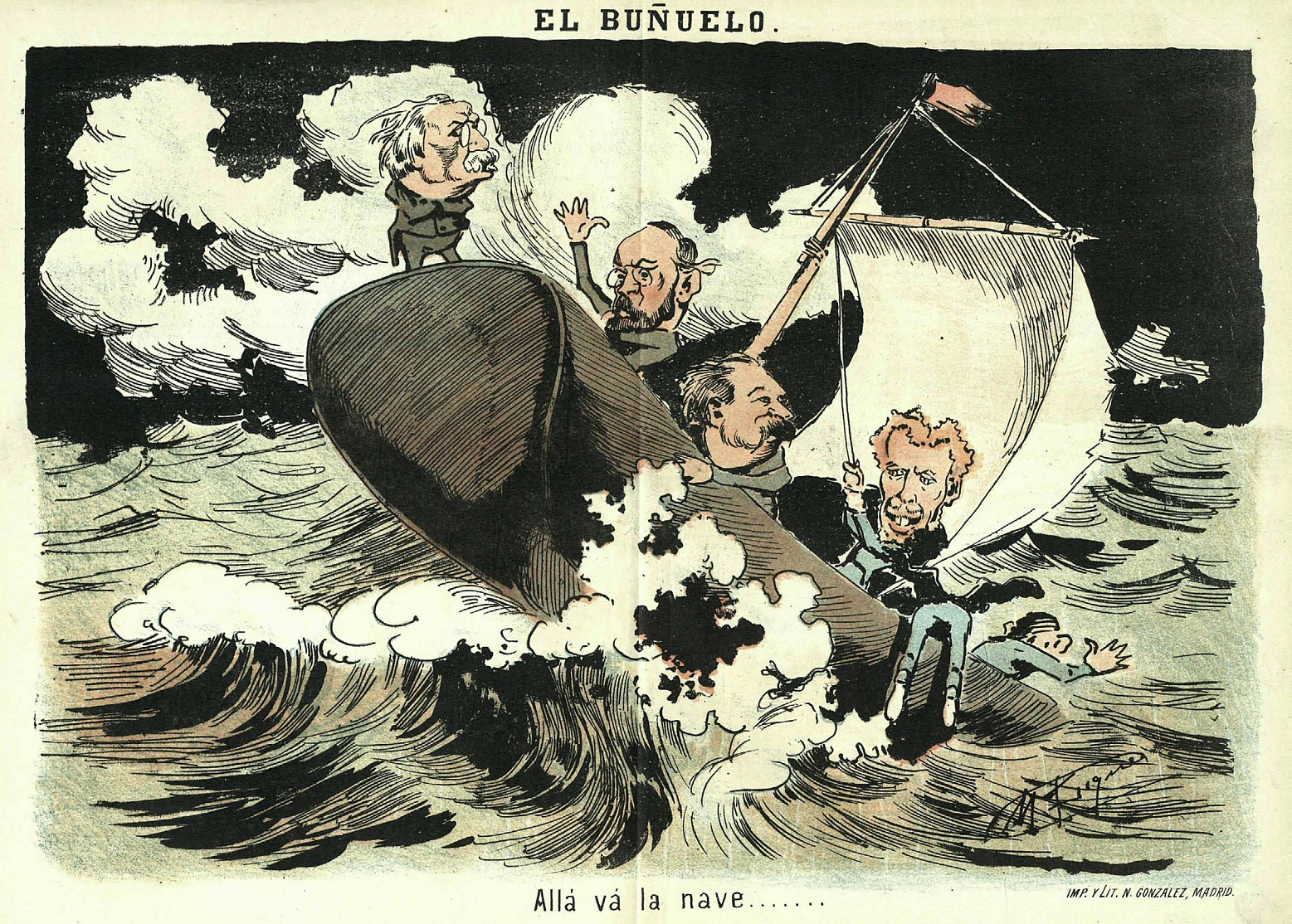
Caricature montrant la résistance des conservateurs à abandonner le pouvoir. Le commentaire au pied de l’image dit : Le navire s’en va…. À la proue, le président du gouvernement Cánovas, et à la poupe, tenant la voile, le ministre de Gobernación Francisco Romero Robledo. Revue satirique El Buñuelo, 13 janvier 1881.

Dans le même temps, le député libéral Fernando León y Castillo dénonçait l'identification entre Cánovas del Castillo et le régime de la Restauration (la « dictature ministérielle ») dans une intervention parlementaire dans laquelle il déclara :

« Monsieur Cánovas del Castillo a construit le mécanisme avec un tel art qu'il ne peut fonctionner que pour lui. [Le] maître du ministère de l'Intérieur est maître des élections, [le] maître des élections est maître du Parlement et [le] maître du Parlement demande au monarque de le maintenir à son poste, car s'il ne le maintient pas, les institutions sont en danger ; et avec ce procédé si simple, monsieur Cánovas règne et gouverne à la fois, même s'il montre plus d'inclination pour le premier que pour le second. »

Dès son apparition, le nouveau parti libéral-fusionniste fit pression sur le roi Alphonse XII pour que « dans un acte d'énergie personnelle » il lui donne le gouvernement, allant jusqu'à menacer de révolution. Comme l'a souligné Carlos Seco Serrano, « le parti canoviste était déjà au pouvoir depuis cinq ans — depuis l'avènement de la Restauration — ». Selon cet historien, le roi « préféra pour le moment éviter une nouvelle dissolution des Cortès et la convocation de nouvelles — ce qui aurait été nécessaire si l'on faisait appel à Sagasta — akirs que les dernières élections étaient si récentes ». Selon Varela Ortega, dans un entretien que Sagasta, Martínez Campos et d'autres dirigeants fusionnistes eurent avec le roi en juin, il leur assura qu'il les appellerait à gouverner « à condition d'être sûr de trouver un gouvernement libéral organisé prêts à remplacer les conservateurs ».
Le 19 janvier 1881, au milieu d'un intense débat parlementaire, Sagasta réclama de la « prérogative royale » son droit à gouverner, avertissant que sans sa participation la monarchie alphonsine ne pourrait se consolider et lança une menace voilée, :

« Si mes efforts et mes sacrifices étaient stériles à cause de votre obstination et de votre ténacité, j’en aurai l'âme endolorie, mais la conscience tranquille ; car quelles que soient les vicissitudes, quel que soit le destin que nous ayons tous préparé, puisque je dois toujours tomber du côté de la liberté, je dirai alors la tête haute : je suis au même endroit que j'étais auparavant ; je n'obéissais pas alors aux inspirations du patriotisme, je ne cède pas non plus aujourd’hui aux impulsions du devoir et aux sentiments du cœur. »

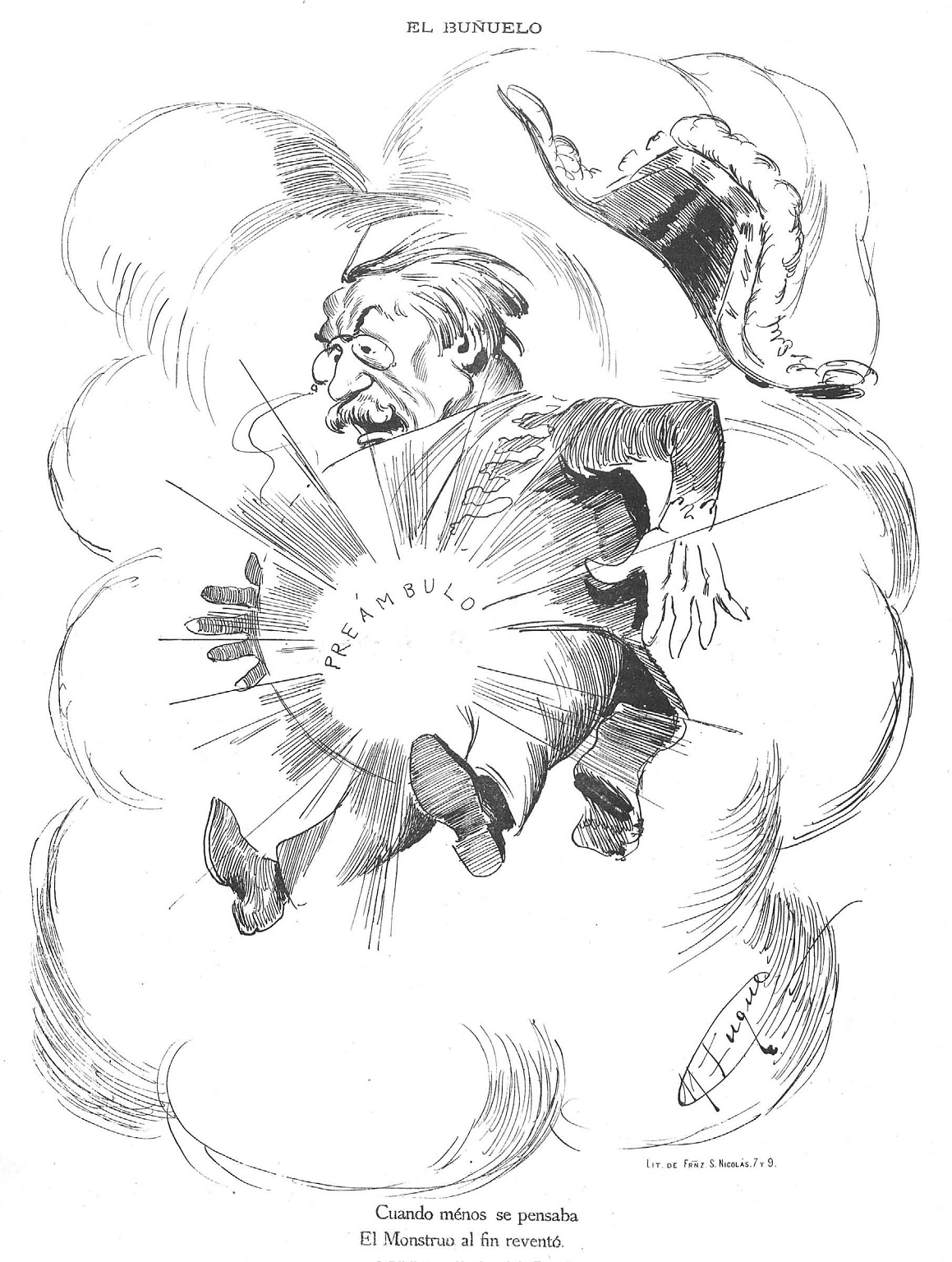
Caricature représentant la chute de Cánovas après le refus du roi de signer le décret qu'il lui avait présenté à cause de son préambule (mot qui apparaît au centre de l'explusion). La légende dit : Quand on s’y attendait le moins / Le monstre explosa enfin. Revue satirique El Buñuelo, 10 février 1881.

Peu de temps après, le roi reçut les cadres du parti au palais à l'occasion de la fête de son saint patron (le 23 janvier). Il obligea finalement Cánovas à démissionner le 6 février en refusant de signer un décret que ce dernier lui présenta, puis chargea Sagasta de la formation du gouvernement et enfin, le 8 février 1881, le premier cabinet libéral de la Restauration prêta serment sur la Constitution. Selon Carlos Seco Serrano, Cánovas lui-même fut à l’origine de la crise, en incluant dans le préambule du décret de conversion de la dette « la nécessité de prolonger la vie du même gouvernement pendant plusieurs années, afin que l'opération produise tous ses effets ». Selon Carlos Dardé au contraire, « c'était une décision personnelle d'Alphonse XII, qu'il prit sans procéder à des consultations et, apparemment, contre l'avis de Cánovas ». Ángeles Lario rejoint cette analyse — « Cánovas était tombé faute de confiance royale » — et souligne que Cánovas devait rendre la décision du roi « constitutionnelle » en présentant le décret avec le préambule avec lequel le monarque manifesterait son désaccord, contraignant le gouvernement à présenter sa démission. De même, selon José Ramón Milán García : « la crise fut provoquée par le monarque lui-même en février 1881 pour forcer l'arrivée des libéraux au pouvoir ». « Don Alfonso sut apprécier le changement incontestable qu'a connu une opposition libérale qui, bien qu'elle conservât des impulsions révolutionnaires héritées du vieux progressisme, s'était montrée capable d'admettre dans ses rangs des éléments de fidélité dynastique éprouvée et avait abaissé certains de ses leitmotivs historiques [comme la souveraineté nationale], c'est pourquoi au début de 1881 il envoya des messages clairs à Cánovas pour qu'il cède le passage aux libéraux, ce qui força le crise gouvernementale ultérieure qui prit fin avec par l’appel à Sagasta de former un nouveau cabinet ».. José Varela Ortega considère également que ce fut une décision du roi. « Les raisons; les mêmes qui laissaient déjà augurer une crise dans les années précédentes : division au sein du parti au pouvoir [sur la question de céder la place aux libéraux] et menaces de l'opposition dynastique de rejoindre une coalition révolutionnaire ».
Les conservateurs rappelèrent aux libéraux comment ils étaient arrivés au gouvernement, comme l'expliquait le journal conservateur La Época : le parti libéral-fusionniste « ne doit son élévation à aucune victoire parlementaire mais à l’initiative délibérée et volonté du Roi ». Le conservateur Romero Robledo, pour sa part, déclara : « Nous sommes tombés. Nous avions une majorité aux Chambres […], mais une sagesse plus haute que la nôtre […] croit dans ses nobles desseins que le moment est venu de changer de politique. Il n'y a donc pas d'autre choix que de suivre respectueusement ces desseins et de mourir dignement »,,. Ainsi, « Ce qui devint clair en février 1881, c'est que le dernier interprète de l'état des choses, et celui qui avait le pouvoir de décision — au-dessus de la majorité parlementaire et du président du gouvernement — était le monarque ».

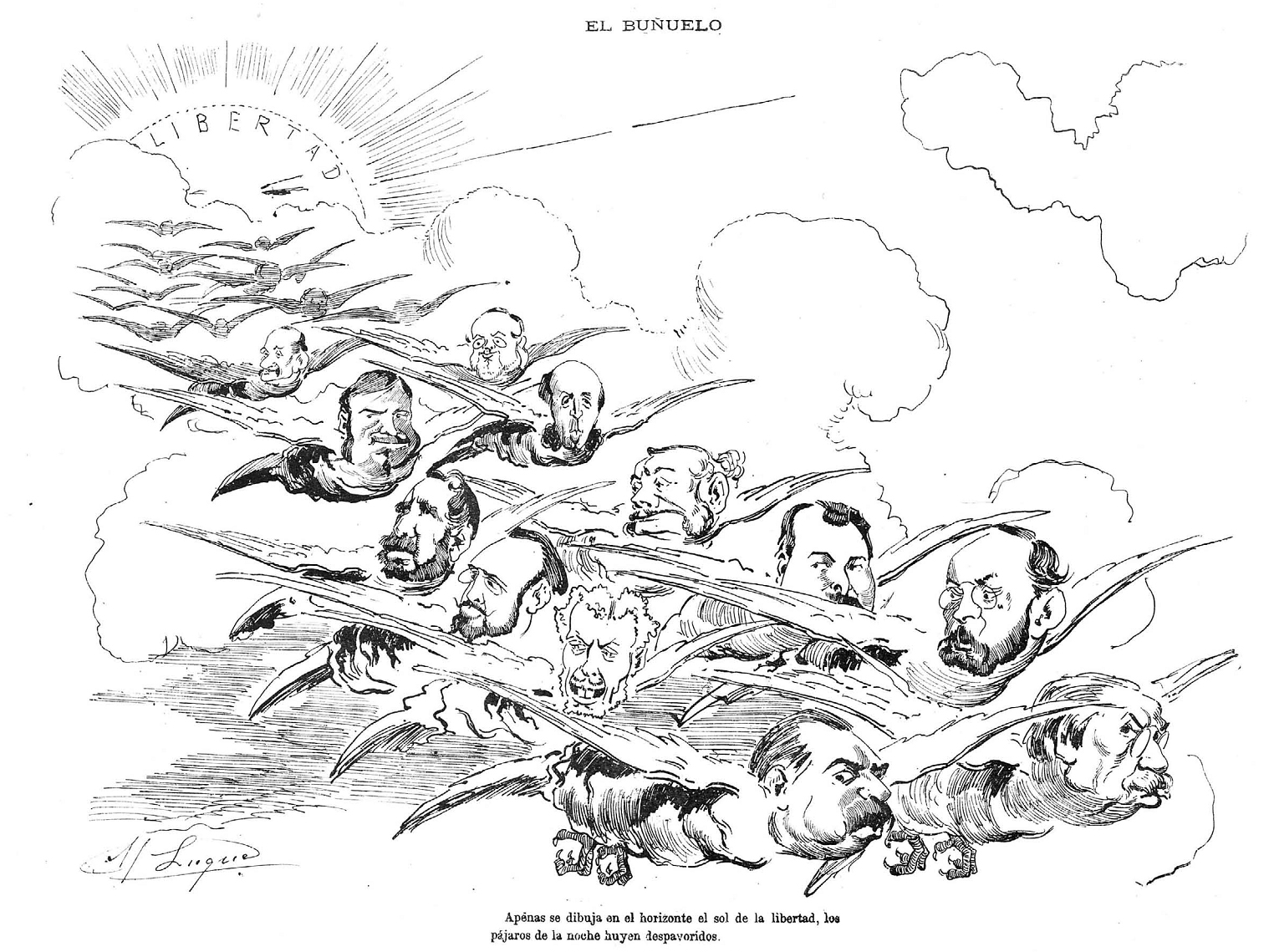
Caricature célébrant l’abandon du pouvoir par le Parti conservateur, avec Cánovas à sa tête, suivi de ses ministres (les oiseaux de la nuit). La légende dit : Dès que le soleil de la liberté apparaît à l'horizon, les oiseaux de la nuit s'enfuient épouvantés. Revue satirique El Buñuelo, 17 février 1881.

Avec l'arrivée des libéraux au gouvernement en février 1881 — qui suscita de la crainte dans certains secteurs qui n'avaient pas oublié le passé « révolutionnaire » de certains d'entre eux, à commencer par leur chef Sagasta —, on assista pour la première fois, sans accord préalable explicite, à la première alternance avec les conservateurs, qui caractériserait la période de la Restauration et serait connue sous le nom de turno. « Cela signifiait alors la fin de l'exclusivisme, l'accomplissement d'un des principes de base du nouveau régime, la garantie de sa consolidation, ou, au sens large, la fin de la transition politique »,. « L'appel au pouvoir [des libéraux] en février 1881 ouvrit une nouvelle phase de la Restauration, rompant avec les approches restrictives qui avaient dominé le quinquennat canoviste ». Jusqu’alors, « pour les classes conservatrices, Sagasta et ses partisans n'étaient rien de plus que ce secteur qui avait fait la révolution, qui maintenait des contacts avec les barricades et signalait en permanence sa fidélité aux idéaux libéraux plutôt qu'à la Couronne ». Ainsi, « les « obstacles traditionnels » qui, dans les mots de Salustiano Olózaga, s’opposaient à ce que les progressistes gouvernent, avaient disparu ».
Comme le souligne José Ramón Milán García, « L'arrivée des fusionnistes au gouvernement en février 1881 fut sans doute l'un des jalons fondamentaux du règne dont l’importance n'échappa pas à ses protagonistes, conscients que l'initiative du monarque ouvrait les portes au dépassement des profondes confrontations entre le libéralisme de gauche et la dynastie bourbonnienne, et donc les luttes caïnites entretenues depuis des décennies entre les différentes familles du libéralisme hispanique ».

### Première étape du gouvernement Sagasta (1881-1882)

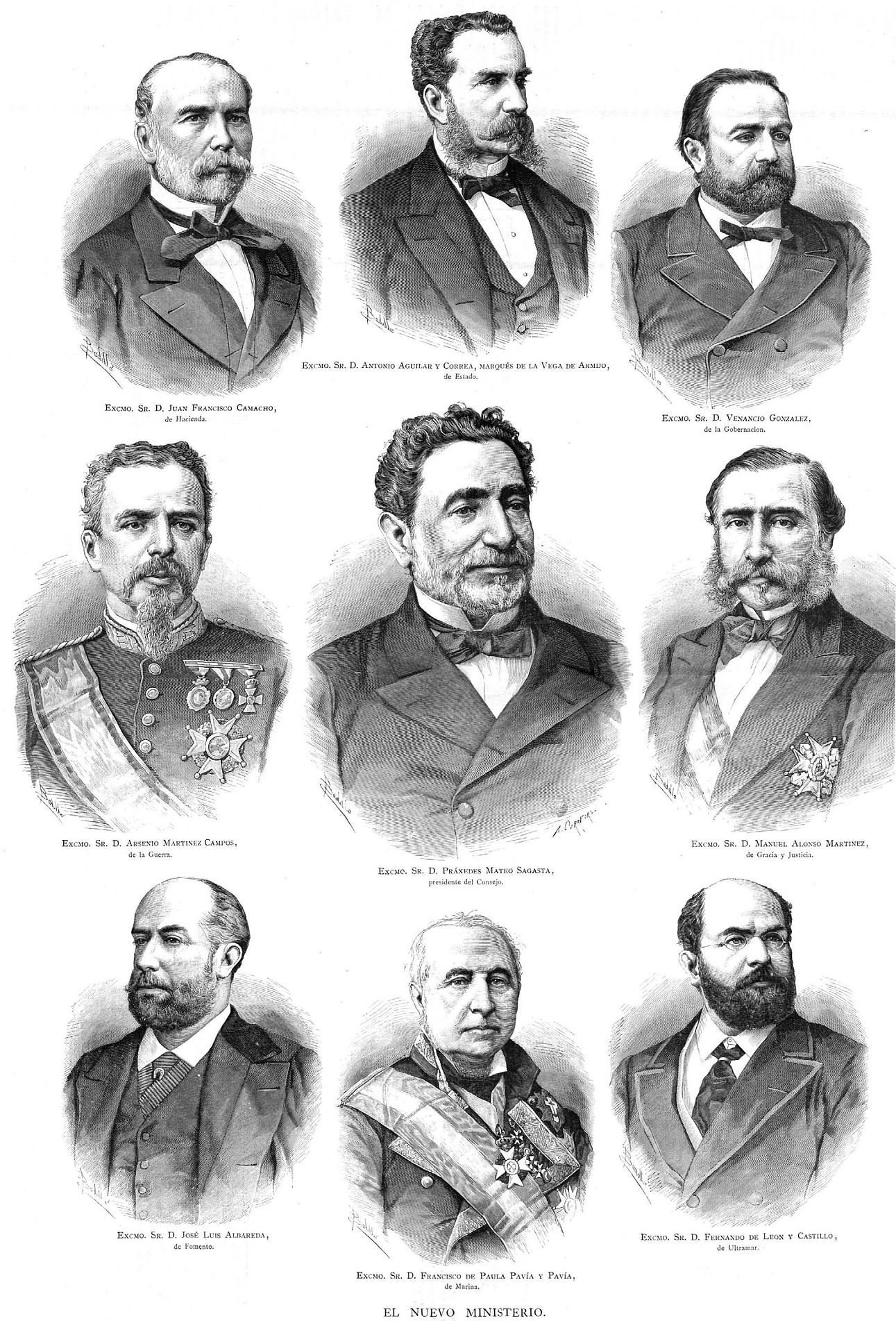
Le gouvernement Sagasta (au centre). À sa droite général Arsenio Martínez Campos (Guerre), à sa gauche Manuel Alonso Martínez (Grâce et Justice). En haut : Juan Francisco Camacho (Budget) ; le marquis de la Vega de Armijo (État) ; Venancio González (Intérieur). En bas : José Luis Albareda (Fomento); Francisco de Paula Pavía y Pavía (Marine) ; Fernando León y Castillo (Outre-mer).

Le gouvernement que Sagasta forma et présenta au roi le 8 février était composé de membres des trois secteurs qui avaient formé le parti libéral-fusionniste l'année précédente : les constitutionnalistes, les « centralistes » d'Alonso Martínez et le secteur issu du parti conservateur dirigé par le général Martínez Campos — l'autre membre éminent de ce dernier groupe, José Posada Herrera, ancien unionista, présiderait le Congrès des députés —,. Les constitutionnalistes constituaient l'aile gauche du parti et défendaient le principe de souveraineté nationale, les centralistes et les campistas constituaient sa droite et défendaient le principe doctrinaire de la « souveraineté partagée »,. « Les rivalités et difficultés entre toutes ces familles [politiques] se manifestèrent immédiatement lorsqu'il s'agit de se répartir les postes administratifs et les mandats politiques aux élections municipales et législatives »,.

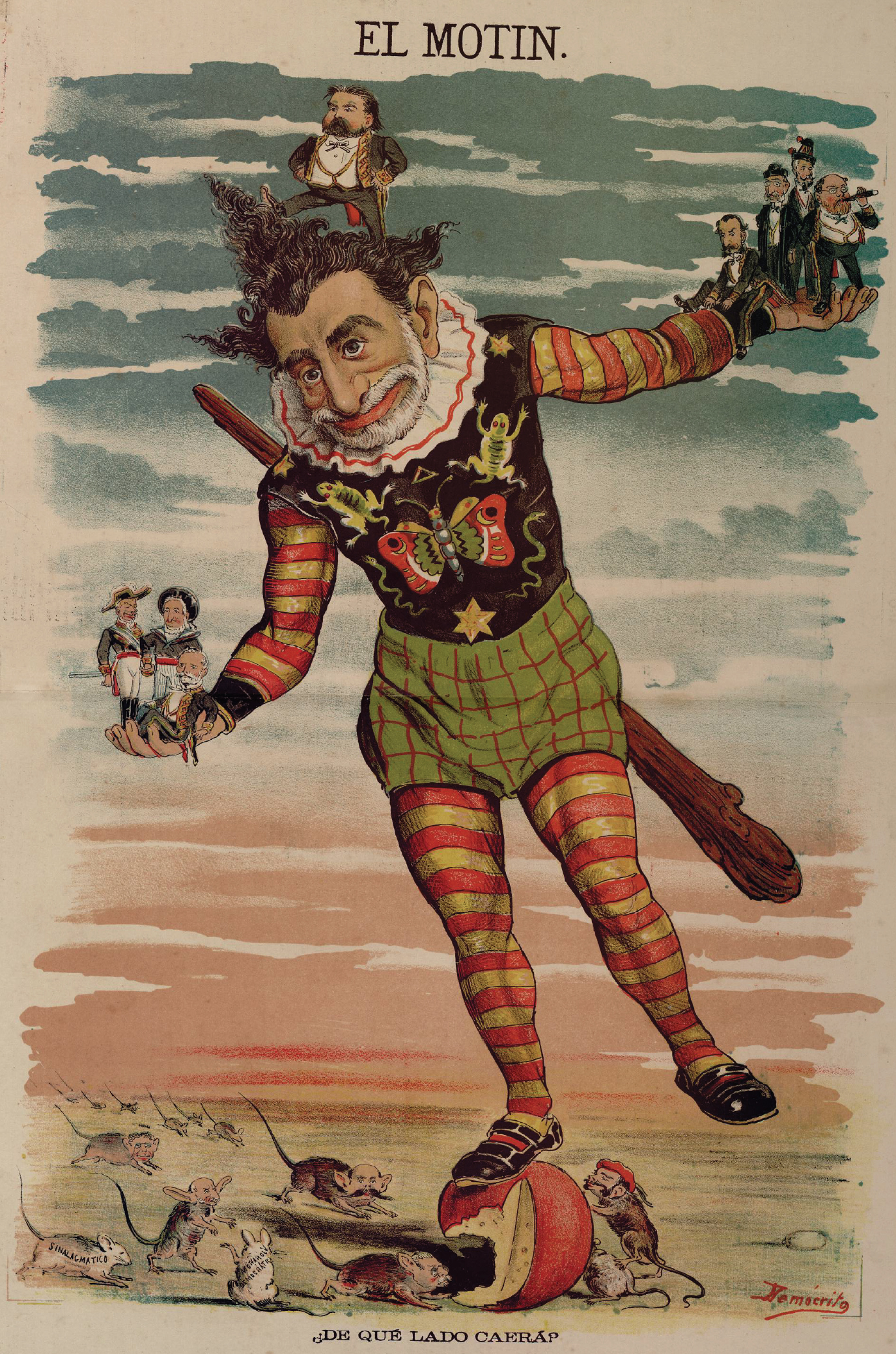
Caricature de El Motín (21 août 1881) intitulée «¿De qué lado caerá?» (De quel côté tombera-t-il ?) montrant Sagasta jouant d’équilibre entre les factions droitière et gauchiste de son gouvernement, tandis que les souris (conservateurs, carlistes, démocrates, républicains) rongent le fromage sur lequel il se tient pour le faire tomber.

Sagasta dut maintenir l’équilibre entre toutes ces factions,, en tenant de plus en compte que les libéraux, comme les conservateurs et comme tout « parti de notables » de cette époque, étaient organisés « en réseaux clientélistes denses qui se ramifiaient depuis Madrid dans toute la péninsule et dont la fidélité dépendait, plus que de grands programmes idéologiques ou d'amitiés personnelles, de leur capacité à accorder toutes sortes de faveurs à leurs coreligionnaires qui supposaient l'utilisation discrétionnaire, arbitraire et, par conséquent, frauduleuse des mécanismes administratifs ». Sagasta était conscient du fait que « son pouvoir dépendait de sa capacité à en préserver l’unité », car c’était la condition qu’avait posée le roi pour lui confier le pouvoir, comme la presse conservatrice n'avait de cesse de le rappeler.
Les premières décisions du gouvernement révélèrent une nouvelle sensibilité vis-à-vis des libertés publiques,, en récupérant « une partie considérable des principes de [18]68 » et en corrigeant les aspects fondamentalement réactionnaires qui avaient jusqu’alors caractérisé le régime de la Restauration. Ainsi, l'autorisation de manifestations et de banquets à l'occasion de l'anniversaire de la proclamation de la République, le 11 février 1873, fut suivie d'un décret royal qui, après l’annonce par le gouvernement de la présentation d’une nouvelle « loi sur l'imprimerie », mettait fin à la suspension qui affectait plusieurs périodiques, retirait les plaintes devant les tribunaux spéciaux et le rejet des affaires en cours devant les tribunaux ordinaires. Une circulaire du ministre de la Grâce et de la Justice Manuel Alonso Martínez leva la censure préalable sur les sujets politiques. Cette circulaire fut suivie d'une autre du ministre de Fomento José Luis Albareda abrogeant le décret Orovio de 1875, ce qui signifiait que les professeurs licenciés — Emilio Castelar, Eugenio Montero Ríos, Segismundo Moret, Nicolás Salmerón, Gumersindo de Azcárate et Francisco Giner de los Ríos, entre autres — purent reprendre leurs fonctions,,.
Les mesures légales favorables au libertés d'expression, de réunion et d'association prises par le gouvernement libéral facilita l’organisation de mobilisations publiques en réaction à certaines mesures fiscales ou des situations de crise sociale (comme en Andalousie). « La propagande républicaine, libérale-laïciste et, en général, des groupes politiques et idéologiques opposés au système, trouv[èr]ent plus de possibilités de se rencontrer et de s'exprimer ». Selon Miguel Martínez Cuadrado, « cela permit un resurgissement très fécond de la vie politique et de l'opinion publique ».

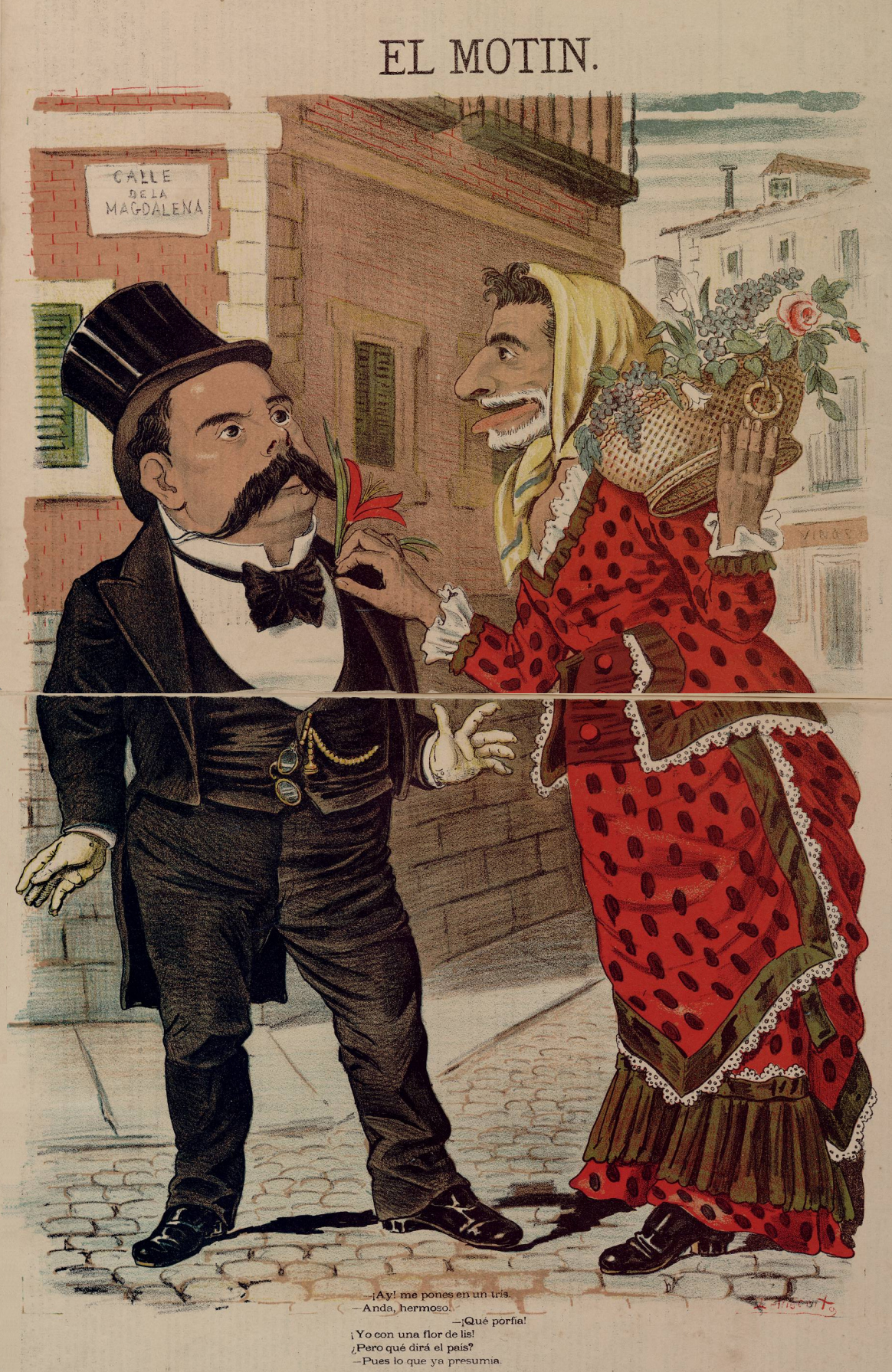
Caricature de El Motín publiée le 4 septembre 1881 intitulée «¡Ay, me pones en un tris!». On y voit Sagasta déguisé en fleuriste ambulant mettant une fleur de lys à la boutonnière de la veste du républicain Emilio Castelar républicain, symbole de la Bourbons.

Le républicain possibiliste Emilio Castelar dressa un bilan très positif du nouveau gouvernement dans une lettre publique adressée à un journaliste français, :

« Nous sommes entrés dans une nouvelle période politique. Cánovas avait rendu d’importants services en terminant la guerre civile en Espagne et à Cuba, mais n’avait pas su couronner l'ordre atteint par le sacrifice de tous. La nation, malgré ses malheurs historiques, aime les principes libéraux. Et je dois vous dire que monsieur Sagasta les applique avec sincérité et avec la volonté de ne pas s’effrayer des désagréments qu'ils apportent. Il a laissé la loi sur l’imprimerie [de 1879] au Musée Archéologique des lois inutiles ; il a ouvert l'université à toutes les idées et à toutes les écoles ; il a laissé une large droit de réunion […], et est entré dans une période de libertés pratiques et tangibles, si bien qu'on ne peut rien envier aux peuples les plus libéraux de la terre. »

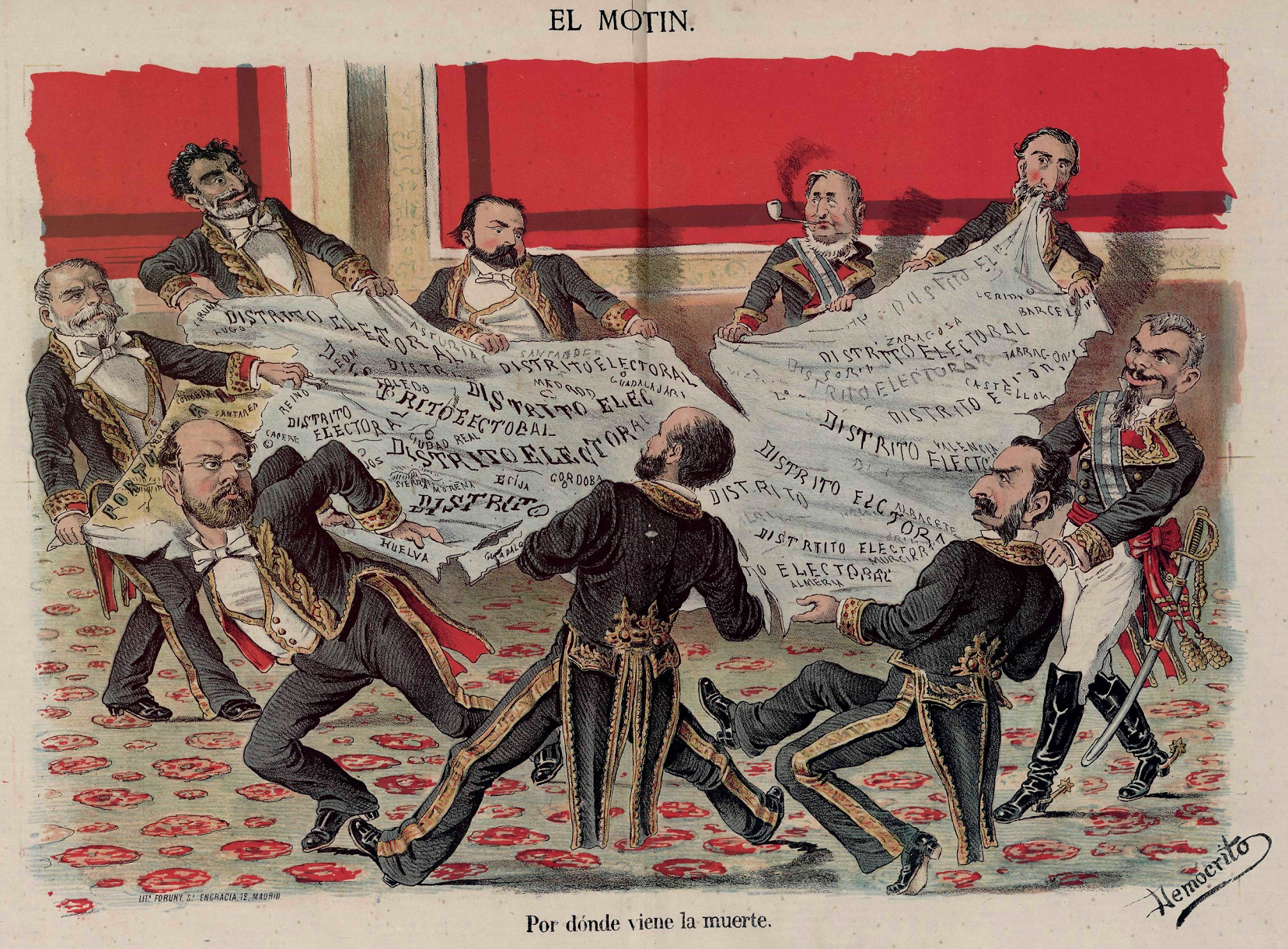
Caricature de El Motín intitulée «Por dónde viene la muerte» (D’où vient la mort. Elle représente la dispute parmi les membres du gouvernement de Sagasta au sujet de la répartition des districts électoraux. Après Sagasta (en haut à gauche) et dans le sens horaire : Venancio González, Francisco de Paula Pavía y Pavía, Manuel Alonso Martínez, Arsenio Martínez Campos, el marqués de la Vega de Armijo, José Luis Albareda, Fernando León y Castillo et Juan Francisco Camacho.

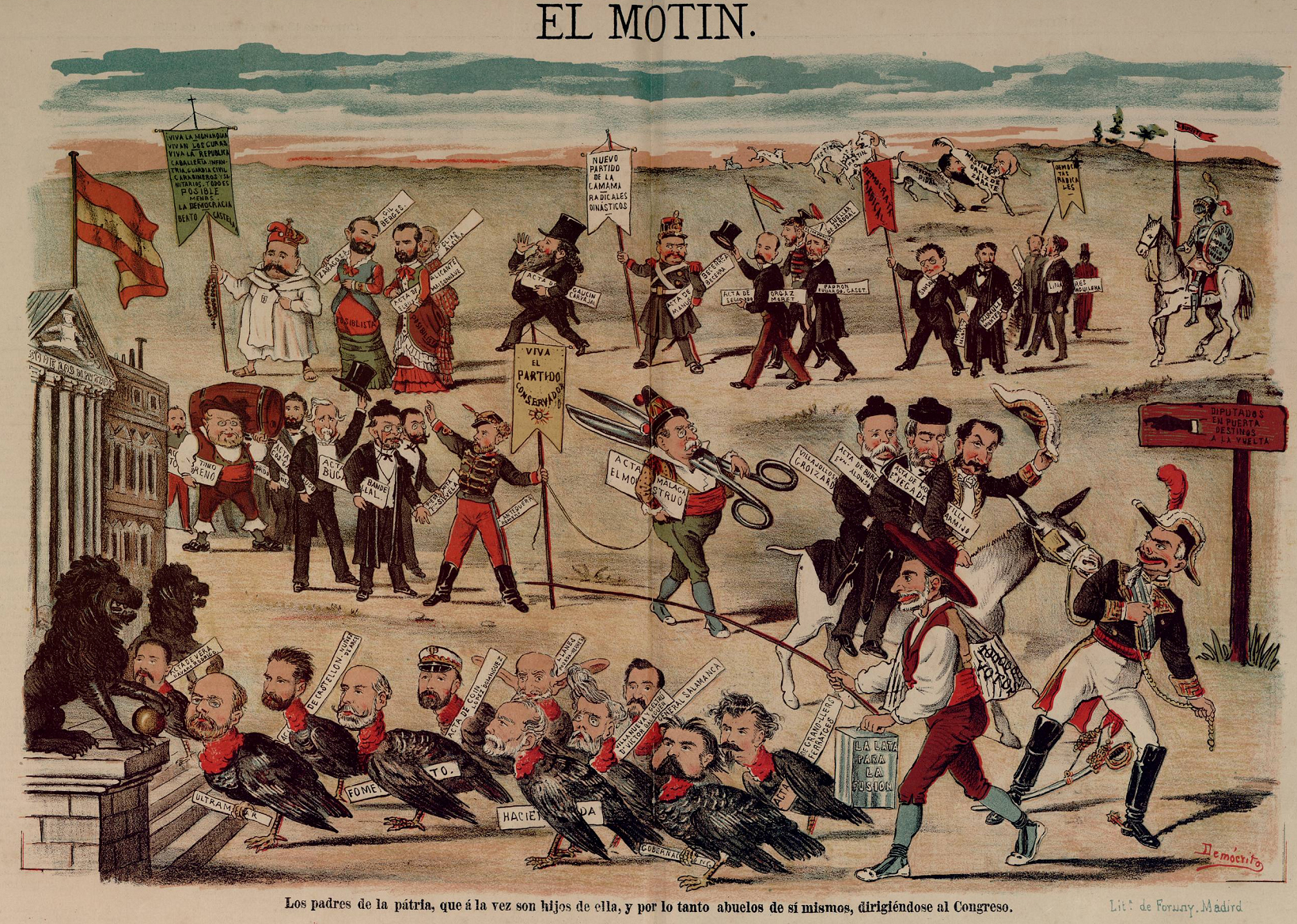
Caricature de El Motín intitulée «Los padres de la patria, que a la vez son hijos de ella, y por lo tanto abuelos de sí mismos, dirigiéndose al Congreso» (Les pères de la patrie, qui à leur tour son sa fille, et par conséquents leurs propres grand-pères, s'adressant au Congrès). Au premier plan, Sagasta conduisant ses dindons, suivi par le général Martínez Campos menant les membres de sa faction montés sur un âne. Derrière les conservateurs avec Cánovas à leur tête, suivi par le républicain possibiliste Castelar et les radicaux, parmi eux Segismundo Moret.

Le gouvernement convoqua des élections générales qui supposèrent une victoire écrasante pour le Parti libéral-fusionniste grâce aux « manœuvres » du ministre de l'Intérieur Venancio González y Fernández. Dans les candidatures libérales, Sagasta favorisa les « centralistes » et les anciens conservateurs au détriment des constitutionnalistes — qui dans certains cas furent contraints de se retirer — afin de renforcer l’unité du parti. Cette ligne plus droitière se manifesta également dans le programme de gouvernement que Sagasta présenta devant les nouvelles Cortès, avec la volonté de démontrer, selon ses propres mots, « que les partis libéraux peuvent gouverner l'Espagne sans troubles, sans peur et sans perturbations ». « Si les partis libéraux vont lentement, ils dureront aussi longtemps que les partis conservateurs. C'est ce à quoi j'aspire », ajouta-t-il,.
En ce qui concerne l’œuvre du gouvernement libéral, une distinction est généralement faite entre les mesures politiques et les mesures économiques. Parmi les premières on distingue la loi organique provinciale qui instaura un corps électoral proche du suffrage universel — en revanche, il ne fut pas question des projets de loi sur l'administration locale, le droit d'association, la juridiction contentieuse-administrative et l’instauration de jurys dans les débats aux Cortès —. Sur le plan économique, les plus remarquables sont le traité commercial avec la France en février 1882, qui visait à ouvrir le marché français aux vins espagnols en échange de concessions tarifaires douanières pour les produits industriels français, qui fut contesté par les secteurs protectionnistes, notamment en Catalogne, et la réforme des finances, portée par le ministre Juan Francisco Camacho de Alcorta — qui comprenait une loi sur la conversion de la dette publique, qui s’avéra une réussite en permettant d'alléger le fardeau de celle-ci dans le budget de l’État et de regagner du crédit sur les marchés internationaux —, bien que les changements dans le domaine fiscal fussent minimes (les consumos, taxe sur les produits de première nécessité qui frappait lourdement les classes populaires, resta la plus importante après les frais de douane),.
Dans le domaine judiciaire, la plus grande réalisation du gouvernement a été l'approbation de la loi sur la procédure criminelle de 1882 et l'institutionnalisation du procès oral et public, à l'initiative du ministre de la Grâce et de la Justice Alonso Martínez, bien qu'il ne pût mener à terme le nouveau projet de Code civil à cause de problèmes surgis avec le Vatican en raison du statut juridique du mariage canonique et de la difficulté de concilier les régimes foraux avec le droit civil catalan. Dans le domaine de l'éducation, le ministre des Fomento Albareda, après l'abrogation du décret Orovio, entreprit de consolider l'enseignement primaire public, sans pour autant parvenir à contenir le rôle croissant des écoles dirigées par les ordres religieux. En 1882, influencé par l'Institution libre d'enseignement (ILE), il créa le Musée pédagogique, sous la direction de l'un de ce membres — de plus l’institutionnaliste Juan Francisco Riaño occupa la Direction générale de l'éducation, et Albareda lui-même assista à la pose de la première pierre du bâtiment de l'ILE —. La préoccupation autour de l'éducation populaire l'amena à promouvoir les bibliothèques populaires et les Écoles des Arts et Métiers. Au sujet des dernières, Albareda déclara : « Ce type d'école des arts et métiers, qui sont nocturnes et gratuites, n'est généralement fréquenté que par des travailleurs, qui trouvent en eux des raisons de s'éclairer en même temps que d'améliorer leur position sociale ».

### Deuxième étape (janvier-octobre 1883)

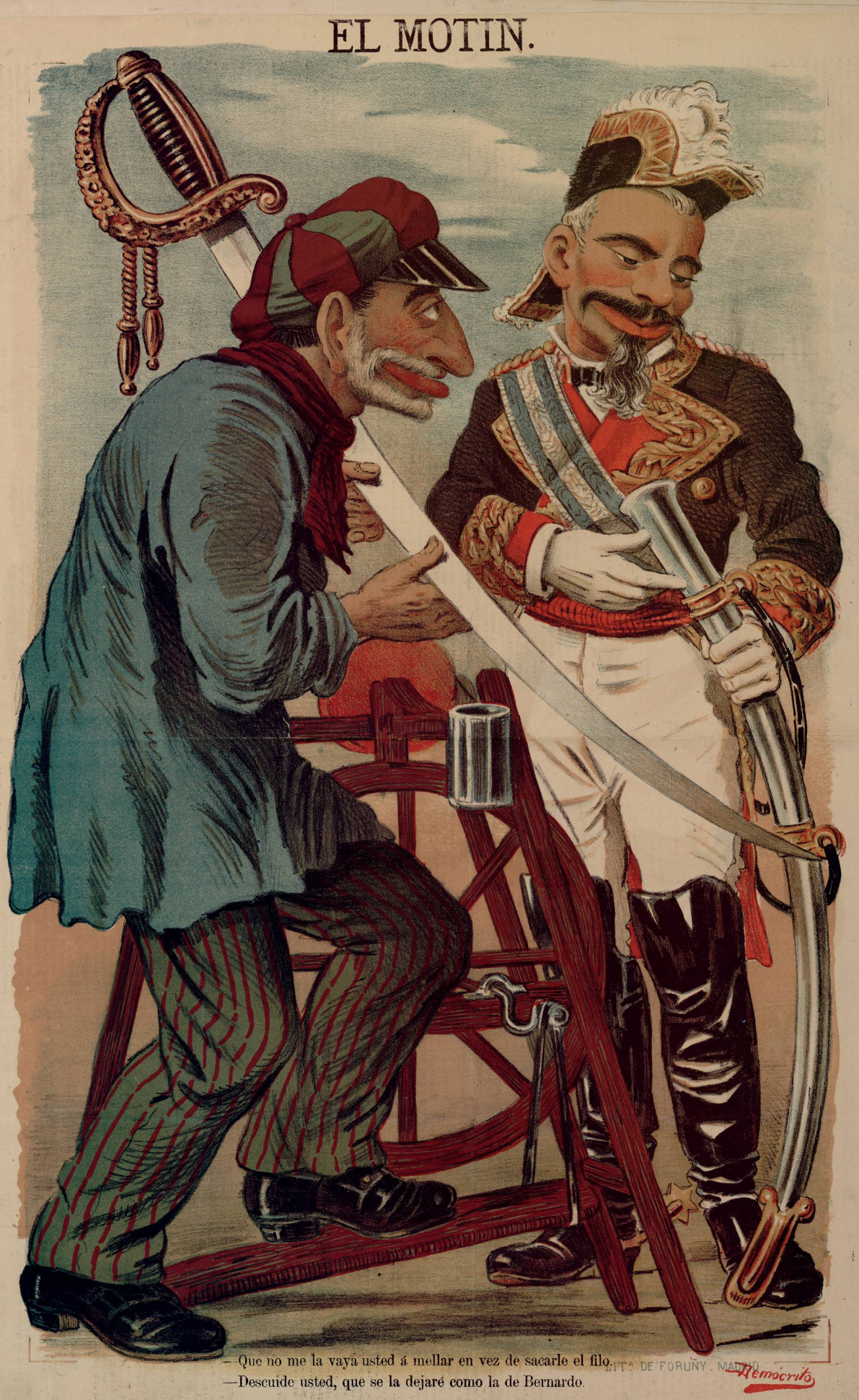
Caricature de El Motín représentant Sagasta (à gauche, habillé en rémouleur) et Martínez Campos (à droite, avec son uniforme de général). La légende dit : «—Que no me la vaya usted a mellar en vez de sacarle filo.
—Descuide usted, que se la dejaré como la de Bernardo» (— Ne l’émoussez pas au lieu de l’aiguiser.
—Ne vous inquiétez pas, je le laisserai comme celui de Bernardo).

En janvier 1883, Sagasta procéda à un remaniement de son gouvernement « qui subissait déjà trop de pressions des différentes familles politiques qui avaient composé le parti fusionniste », parmi lesquelles le groupe le nombreux et important de l'aile droite dirigé par Carlos Navarro Rodrigo (ses partisans étaient connus sous le nom de « tercios navarros », « régiments navarrais »), qui aspirait à remplacer Sagasta. Celui-ci profita de la confrontation qui eut lieu au sein du cabinet entre le ministre des Finances Juan Camacho et le ministre des Travaux publics (Fomento) José Luis Albareda à l'occasion du projet du premier de mettre les domaines publics de l’État en vente pour augmenter les revenus du Trésor public, ce à quoi ce dernier s'opposait parce que cela entravait diverses initiatives pour améliorer l'agriculture, qui relevait alors du ministère des Travaux publics. Camacho et Albareda quittèrent tous deux le gouvernement et furent remplacés respectivement par Justo Pelayo de la Cuesta Núñez et par Germán Gamazo. La nomination de ce dernier, un membre des « régiments navarrais », constitua un premier pas pour que Navarra Rodrigo finisse par accepter le leadership de Sagasta sur le parti.
Selon José Varela Ortega, le changement de gouvernement fut la réponse de Sagasta à l'offensive du nouveau parti Izquierda Dinástica (« Gauche dynastique »), fondé quelques mois plus tôt, dont l'objectif était « d'accélérer la décomposition de la majorité, de démanteler la coalition au pouvoir et, finalement, d’abattre avec le gouvernement Sagasta ». Feliciano Montero, en d'accord avec Varela Ortega, estime également que le changement de gouvernement était dû à la pression de la Gauche dynastique, c'est pourquoi Sagasta se débarrasséa des hommes les plus importants de l'aile droite du parti, en particulier Manuel Alonso Martínez, remplacé à la tête du ministère de la Grâce et de la Justice par Vicente Romero Girón — homme politique de la gauche dynastique que Sagasta avait attiré dans ses rangs —.. Selon José Ramón Milán García : « le remaniement du cabinet effectué en janvier 1883 […] doit être compris comme une tentative désespérée de Sagasta de sauver sa direction contestée en désactivant la menace qui avait surgi sur sa gauche ». Cependant, Milán García souligne que Sagasta n’atteignit pas pleinement son objectif en raison de la résistance des « campistas » et des « centralistas » à abandonner le gouvernement, raison pour laquelle il dut finalement inclure plusieurs ministres « de droite » dans le cabinet, « une solution temporaire et insatisfaisante pour tout le monde », ce qui expliquerait pourquoi le nouveau gouvernement ne dura que dix mois. En effet, le général Martínez Campos refusa d'être destitué du ministère de la Guerre et exigea également que Vega de Armijo reste ministre d'État — il serait remplacé par le marquis de Sardoal, un autre homme politique qui, comme Romero Girón venait de la gauche dynastique — et Sagasta n'eut d'autre choix que de faire des compromis.
Un des principaux succès du nouveau gouvernement fut l'approbation de la loi sur la police de l'imprimerie du 26 juillet 1883, également connue sous le nom de Loi Gullón, du nom du ministre de l'Intérieur,  Pío Gullón Iglesias, qui en l’a défendue. Il s’agit une loi qui resterait longtemps en vigueur. Sa principale nouveauté était qu'elle affranchissait la presse de toute législation spéciale et la plaçait sous juridiction commune, tout en mettant défintivement fin à la censure préalable. De cette manière, la loi restrictive sur la presse de 1879 approuvée sous le premier gouvernement de Cánovas fut dépassée, en mettant fin au contrôle et à l'intervention du gouvernement sur la presse. Une autre nouveauté de la loi était qu'elle donnait des garanties aux entreprises journalistiques en rendant le directeur juridiquement responsable du journal et non plus le propriétaire, ce qui favorisa le fait qu'à de nombreuses reprises le directeur fut un homme de paille qui, en cas de plainte contre un contenu publié, était celui qui devait y faire face devant les tribunaux et aller en prison s'il était condamné,

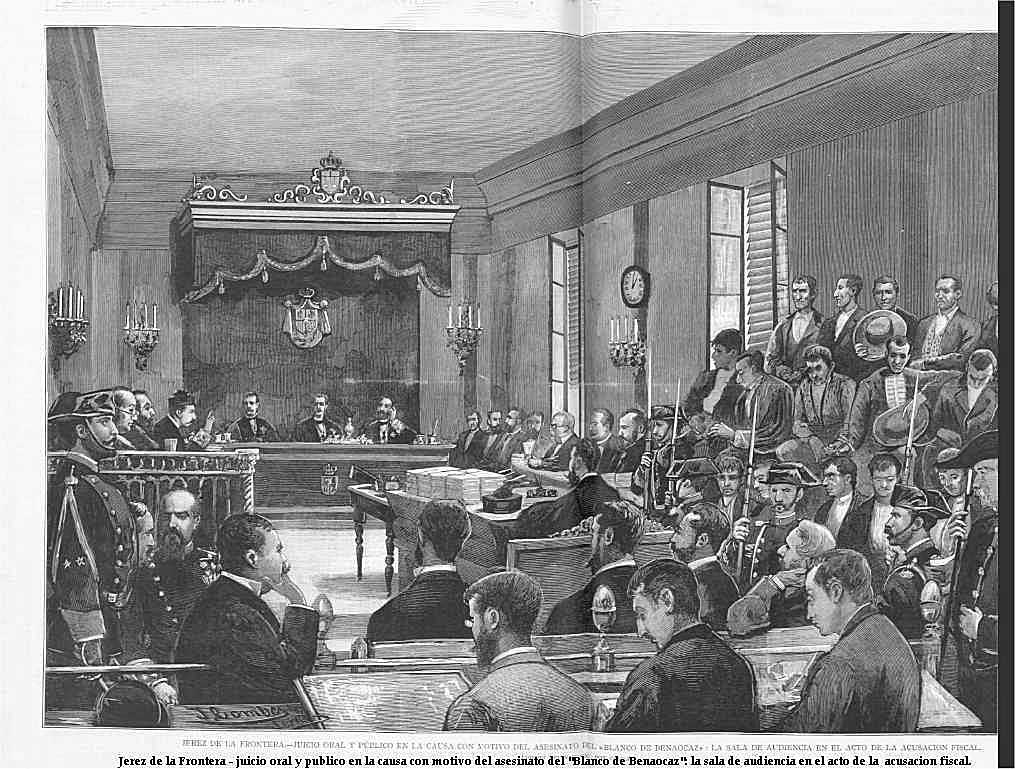
Procès contre les membres supposés de La Mano Negra à Jerez de la Frontera (La Ilustración Española y Americana, 30 juin 1883).

Le nouveau gouvernement dut faire face à trois situations critiques qui finalement, surtout les deux dernières, provoqueraient sa chute. Le premier eut lieu en mai-juin à l'occasion du procès de La Mano Negra tenu à Jerez de la Frontera. C'était une prétendue organisation anarchiste secrète que l’on avait prétendu relier à la Fédération des travailleurs de la région espagnole (FTRE) fondée en septembre 1881, profitant du climat de liberté que le nouveau gouvernement libéral de Sagasta avait apporté et qui, à la fin de 1882, comptait déjà 60 000 membres, la plupart en Andalousie et en Catalogne. La Mano Negra était née dans un contexte de forte tension sociale en Andalousie accentuée par la crise de subsistance qui débuta à l'été 1882 et servit de prétexte à la répression aveugle du mouvement anarchiste, malgré le fait que la FTRE assura n'avoir rien à voir avec elle. Le tribunal prononça huit condamnations à mort et sept condamnations aux travaux forcés.

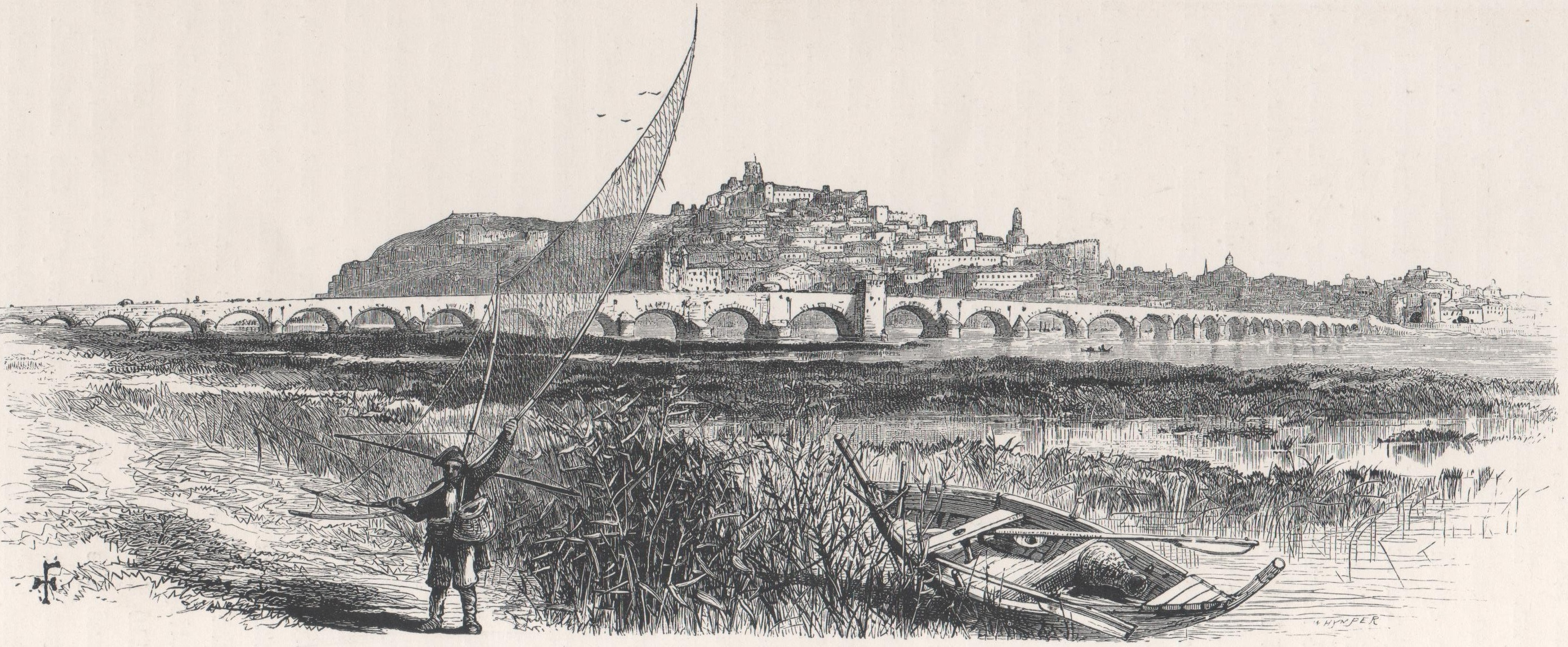
Pont de Badajoz sur le Guadiana (1883).

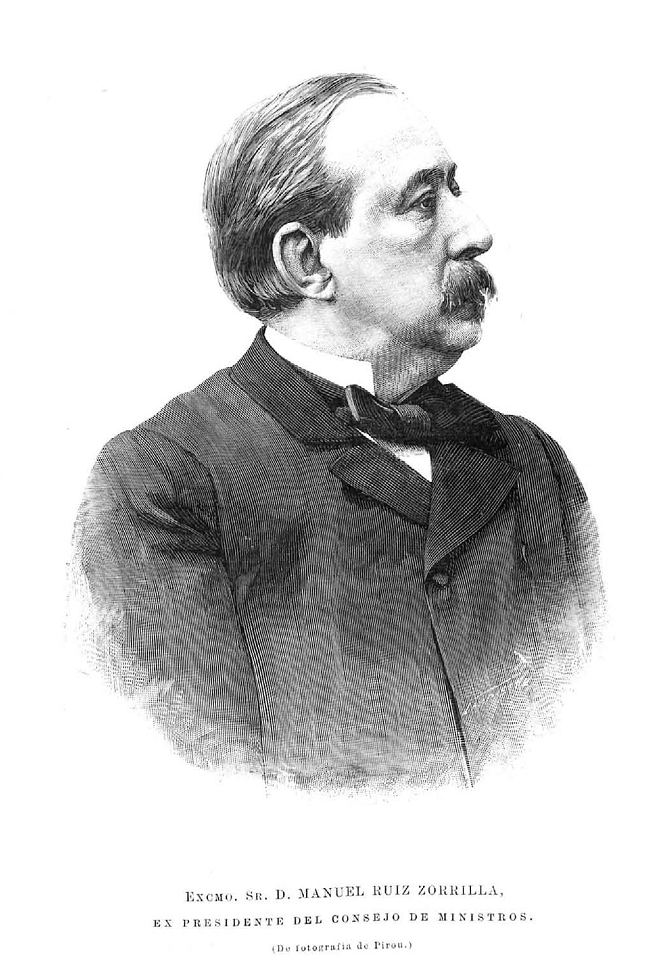
Le dirigeant républicain exilé Manuel Ruiz Zorrilla. Depuis Paris il fut l’instigateur du pronunciamiento d'août 1883 à travers l’Association républicaine militaire, promue et financée par lui.

La crise suivante se produisit début août. Le 5, il y eut un soulèvement républicain à Badajoz suivi d'un autre le 8 à Santo Domingo de la Calzada et d'un troisième le 10 à La Seu d'Urgell. Ils faisaient partie d'un mouvement militaire plus large qui n'aboutit pas et avait été organisé par l'Association militaire républicaine (ARM), une organisation militaire clandestine promue et financée depuis Paris par le chef républicain en exil Manuel Ruiz Zorrilla  — elle avait été fondée le 1er janvier 1883 et comptait plus d'un millier de soldats affiliés, dont plusieurs généraux, et dans les mois suivants avait obtenu le soutien de vingt-deux garnisons, dont six dans les capitales de régions militaires —. Les soldats de Badajoz engagés dans la conspiration — deux régiments et une compagnie, totalisant 900 hommes — ne reçurent pas à temps la nouvelle que le soulèvement prévu pour le 5 août avait été reporté et au petit matin de ce jour, proclamèrent la République. Ils formèrent une junte révolutionnaire, enfermèrent les autorités civiles et militaires qui ne les soutenaient pas et télégraphièrent au gouvernement que d'autres allaient les rejoindre, ce qui ne se produisit pas. Lorsqu'ils réalisèrent qu'ils étaient seuls et que le gouvernement envoyait des troupes pour réprimer la rébellion, ils s’enfuirent au Portugal. Toujours dans l’attente d'un mouvement général, un lieutenant souleva un régiment de cavalerie le 8 à Santo Domingo de la Calzada (Logroño), mais il commença à subir des désertions alors qu'il se dirigeait vers Soria et un soldat finit par lui tirer dessus. Deux jours plus tard, le 10 août, trois officiers échouèrent dans leur tentative de s'emparer de La Seu d'Urgell et s'enfuirent en France. Aucun des trois soulèvements n'avait trouvé le moindre soutien populaire et Ruiz Zorrilla, en raison de la pression exercée par le gouvernement espagnol sur son homologue français, fut contraint de quitter Paris et s’installer à Londres,.
Selon l’historien José Varela Ortega, le pronunciamiento républicain d’août 1883 échoua car la conspiration manqua de la contribution de généraux prestigieux : le grade des suiveurs de Ruiz Zorrilla, « ne dépassait pas, en général, celui de lieutenant-colonel ». De plus « la gestion des troupes que Zorrilla avait accumulées avec tant d'efforts fut un désastre […]. Ils lancèrent le mouvement au mauvais moment, dans l'isolement, et alors qu'il était entendu qu'il fallait le reporter ». Selon Carlos Dardé également, « l'échec des soulèvements républicains tint plus à leurs propres défauts qu'à la résistance extérieure. Les forces engagées n’étaient pas suffisantes, il n'y avait pas de coordination entre elles, et leur action fut reçue avec le vide le plus absolu par la société ». Lors d'une réception donnée par le roi au palais de La Granja quelques jours plus tard, Alphonse XII exprima son « dégoût et sa honte » et son inquiétude : « que penseront les armées étrangères d'une armée où ces choses se produisent ? » De retour à Madrid, il fut acclamé par le peuple. À l'ambassadeur britannique, il avoua tristement que « s'il avait au moins pu faire fusiller une dizaine de généraux, ç’aurait été autre chose ». Pour sa part, le républicain fédéral Francisco Pi y Margall affirma que la tentative militaire ratée avait dilapidé « l’héritage de la révolution, qui n'était pas petit. La cause de la République n'aurait plus jamais eu autant d'éléments ». Comme l'a souligné Varela Ortega, « les républicains se trouvèrent plus mutilés qu'auparavant ».

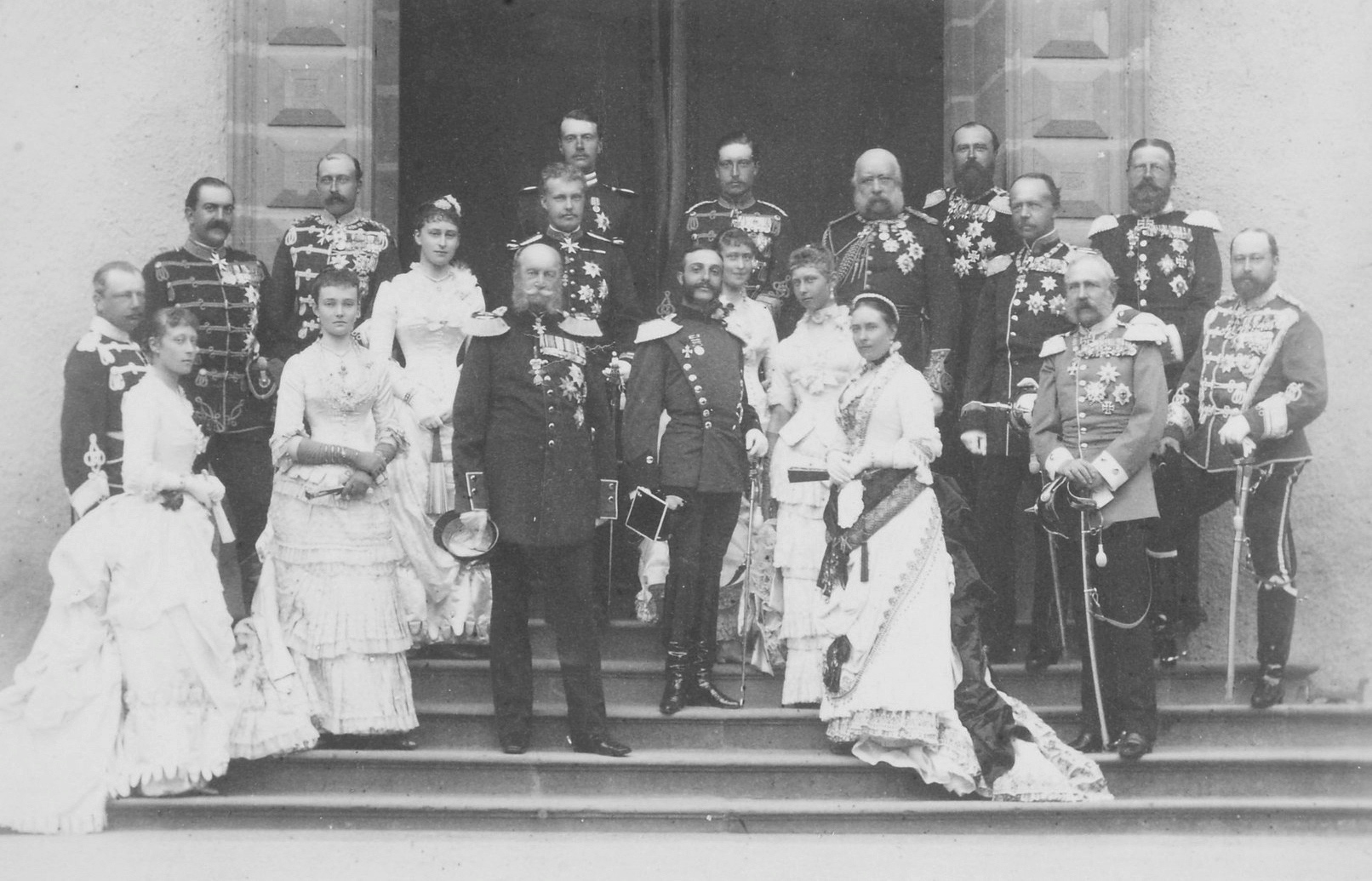
Réunion des rois et des princes héritiers européens au château de Hombuurg invités par le kaiser Guillaume Ier. Au centre, le roi Alphonse XII portant l'uniforme de colonel du régiment d’uhlans destiné à l’Alsace (prise par l'Allemagne à la France après sa victoire dans la guerre franco-prussienne de 1870) à qui Guillaume Ier (à sa droite) avait confié le commandement honoraire, ce qui souleva des protestations de la France.

La troisième (et définitive) crise survint en septembre 1883 au motif du voyage controversé du roi Alphonse XII dans l'Empire austro-hongrois, où il fut reçu par l'empereur François-José, et l'Empire allemand, en réponse à la reconnaissance de l’hégémonie de ce dernier en Europe — déjà pendant la période de gouvernement de Cánovas, un accord hispano-allemand avait été signé le 31 décembre 1877 —, et à une certaine prise de distance par rapport à la France et à le Royaume-Uni, avec lesquels divers différends persistaient (Maroc, avec les Français ; la délimitation des eaux territoriales de Gibraltar, avec les Britanniques). Le voyage provoqua un grave conflit diplomatique avec la France, ennemie de l'Empire allemand après sa défaite dans la guerre franco-prussienne de 1870. La raison en fut la participation du roi — avec d'autres souverains européens et princes héritiers —, à des manœuvres militaires, vêtu de l'uniforme d'un colonel d'un régiment d’uhlans, à qui le Kaiser Guillaume Ier avait confié le commandement honoraire, et qui était destiné à l’Alsace (prise par l'Allemagne à la France après sa victoire dans la guerre franco-prussienne). De plus, lors du banquet tenu à Hombourg à la fin des manœuvres, qui avaient duré cinq jours — du 21 au 25 septembre —, Alphonse XII porta un toast très enthousiaste dans lequel il dit « dans un allemand parfait » : « Bien que je sois le plus jeune des souverains réunis ici, je représente la plus ancienne monarchie et en ce sens j'ose me lever pour porter un toast au glorieux empereur d'Allemagne, tant aimé de son peuple, et à l'admirable Armée allemande »,.

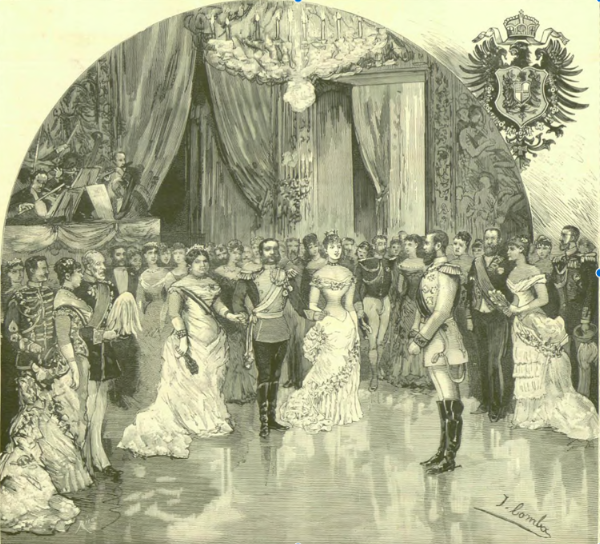
Bal officiel en l'honneur du prince héritier de l'Empire allemand Frédéric-Guillaume lors de son séjour à Madrid (décembre 1883-janvier 1884). Au cours de ceui-ci, l'accord secret avec l'Allemagne que le roi Alphonse XII avait conclu lors de sa visite dans ce pays sans l'autorisation et à l’insu du gouvernement fut formalisé verbalement, ce qui constitue la seule exception importante de respect par le monarque de la Constitution.

De plus, le roi offrit également le soutien de l'Espagne à l'Allemagne dans une future guerre, ce qui outrepassait ses pouvoirs constitutionnels puisqu'il s'agissait d'une initiative personnelle non soutenue par le gouvernement. Lors d'une conversation privée avec le Kaiser il proposa même de déployer l'armée espagnole dans les Pyrénées pour dissuader la France d'une éventuelle attaque contre l'Allemagne. Dans une autre conversation privée, cette fois avec Hatzfeld, ancien ambassadeur d'Allemagne à Madrid et l’un de ses amis, il montra sa disposition à « s'engager personnellement avec Sa Majesté Guillaume Ier pour soutenir l'armée allemande en cas de guerre avec la France ». Sa parole serait la garantie du pacte « quelle que soit la couleur du parti qui serait au pouvoir à un moment donné ». Le pacte fut formalisé verbalement en janvier 1884 à l'occasion du séjour à Madrid du prince héritier allemand Frédéric-Guillaume. Celui-ci établissait que dans le cas où la France déclarerait la guerre à l'Espagne, l'Allemagne apporterait une aide active selon les circonstances. Si, au contraire, l'Allemagne était attaquée par la France, l'Espagne accepterait une alliance. Le roi Alphonse est prêt à occuper, dans ce cas, avec son armée la frontière pour obliger la France à établir, dès le début de la guerre, un corps d'observation dans les Pyrénées, affaiblissant ainsi le nombre de forces qui attaqueront l'Allemagne,. Selon Carlos Seco Serrano, c’est Cánovas, « désireux de chercher des sécurités extérieures pour la situation espagnole », qui se trouvait derrière l'initiative du roi. Carlos Dardé souligne toutefois que « le monarque agit clairement en marge de la Constitution », surtout en concluant avec l'empereur et le gouvernement allemand « une alliance personnelle et secrète », bien qu’il apporte une nuance : « cette initiative personnelle du monarque, dont il n’informa même pas son ministre d’État présent en Allemagne ni, à Madrid, Sagasta, Posada Herrera ou Cánovas, constitue l’unique importante exception au respect du monarque pour la Constitution ».

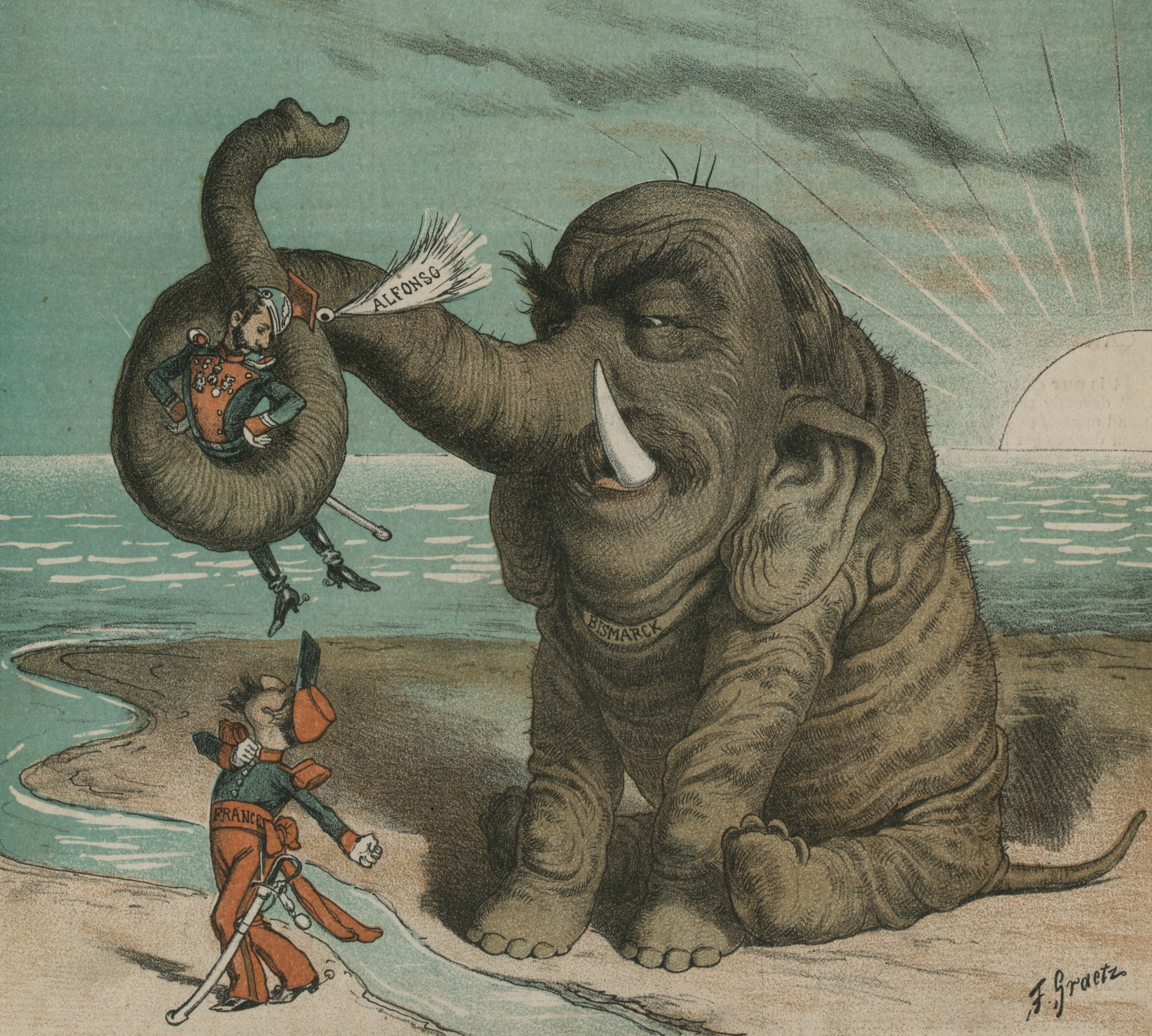
Caricature publiée en une de la revue satirique des États-Unis Puck le 28 novembre 1883 intitulée Bismarck’s boost (Bismarck est représenté avec une énorme trompe), dont la légende dit : Le roi uhlan : "Je suis plus grand que toi, maintenant". Le roi uhlan est Alphonse XII qui apparaît portant l’uniforme de colonel du régiment d’uhlans destiné à l’Alsace et qui depuis la trompe de l’éléphant dit en fanfaronnant à un soldat français : Je suis plus grand que toi, maintenant.

Lorsqu'Alphonse XII arriva à Paris dans l'après-midi du 29 septembre, suivant l'itinéraire prévu du voyage — après avoir quitté l'Allemagne, il s'était rendu à Bruxelles où il avait été reçu par le roi Léopold II de Belgique —, il se trouva avec une presse presse, non seulement envers lui mais aussi envers l'Espagne, et avec une grande manifestation populaire de rejet devant la gare du Nord où il avait été froidement reçu par le président de la République Jules Grévy. « Il y eut une clameur effrayante, composée de cris, de sifflets et de rugissements tonitruants », commenta plus tard l'un des accompagnants du roi. Les voitures de la comitive royale eurent beaucoup de mal à avancer à travers la foule qui au milieu des insultes criait « A bas l'uhlan ! Vive la République ! ». Un tronc de chou heurta la vitre de la voiture où voyageait Alphonse XII, accompagné du président du gouvernement français Jules Ferry. Les protestations et agitations se poursuivirent devant l'ambassade d'Espagne où séjourna le roi. Les excuses du Président de la République Grévy, qui se rendit personnellement à l'ambassade d'Espagne, permirent au roi de participer au banquet officiel offert en son honneur au palais de l'Elysée et de ne pas écourter son séjour.
Le roi rentra à Madrid le 3 octobre et fut reçu par une foule qui lui manifesta son soutien et le rejet de la France,. Le ministre d’État, le marquis de la Vega de Armijo, en vint à proposer la rupture des relations diplomatiques avec la République française, mais ni Sagasta ni les autres membres du gouvernement ne l'approuvèrent. D’autre part, les bénéfices diplomatiques du voyage furent maigres car l'Espagne ne fut pas invitée à intégrer la Triple Alliance qui avait été formée l’année précédente sur proposition du chancelier allemand Otto von Bismarck, dont faisaient partie l’empire allemand, l’empire Autro-Hongrois et le royaume d'Italie,. Le marquis de la Vega de Armijo affirma aux Cortès que l’objet du voyage n’avait pas été de « faire des alliances qui nous mettent en danger plus tard, peut-être pra réprésailles, notre indépendance ».
Le soulèvement républicain d’août et la crise diplomatique avec la France de septembre affaiblirent le gouvernement, spécialement les deux principaux ministres impliqués, Arsenio Martínez Campos à la Guerre et le marquis de la Vega de Armijo à l’État, ce dont tirèrent profit le parti conservateur et Izquierda Dinástica pour pousser Sagasta à la démission,,. Dans des déclarations au journal français Le Figaro, publiées à la mi-septembre, Cánovas accusa le gouvernement de négligence pour ce qui était survenu à Badajoz et dénonça que l’on laissât la presse républicaine ouvrir des souscriptions en soutien des militaires insurgés. De plus, la presse conservatrice utilisa l’épisode de La Mano Negra comme une preuve de la supposée incapacité du gouvernement pour assurer l’ordre public.
Sagasta tenta de former un nouveau gouvernement plus à gauche en profitant du départ de celui-ci de Martínez Campos et de Vega de Armijo, les deux ministres les plus à droite de son cabinet, et essaya, comme en janvier, de s’attirer certains membres importants d’Izquierda Dinástica. Toutefois, il ne réussit pas cette fois et dut accepter l’offre que lui fit Cristino Martos de former un gouvernement de « conciliation » libérale (avec une moitié de ministres fusionnistes et une autre de membres de la gauche dynastique) présidé par José Posada Herrera, Sagasta passant à la présidence du Congrès des députés. José Varela Ortega explique ainsi le compromis de Sagasta avec Izquierda Dinástica : « Sagasta se vit acculé, et ne se sentit pas assez fort pour contrer l'attaque de la gauche unie dans les Chambres […]. S'il se retranchait au gouvernement, il courait le risque de voir les oppositions demander, et le Roi accorder, la décret de dissolution à Posada Herrera, ou à tout autre chef libéral, comme seul moyen de mettre fin aux divisions entre les libéraux. C'est-à-dire que le leadership était en jeu. Sagasta décida un retrait stratégique. Étant donné qu’ils ne voulaient pas le laisser démontrer que l'unité avec lui était possible, il démontrerait que sans lui c'était impossible ».

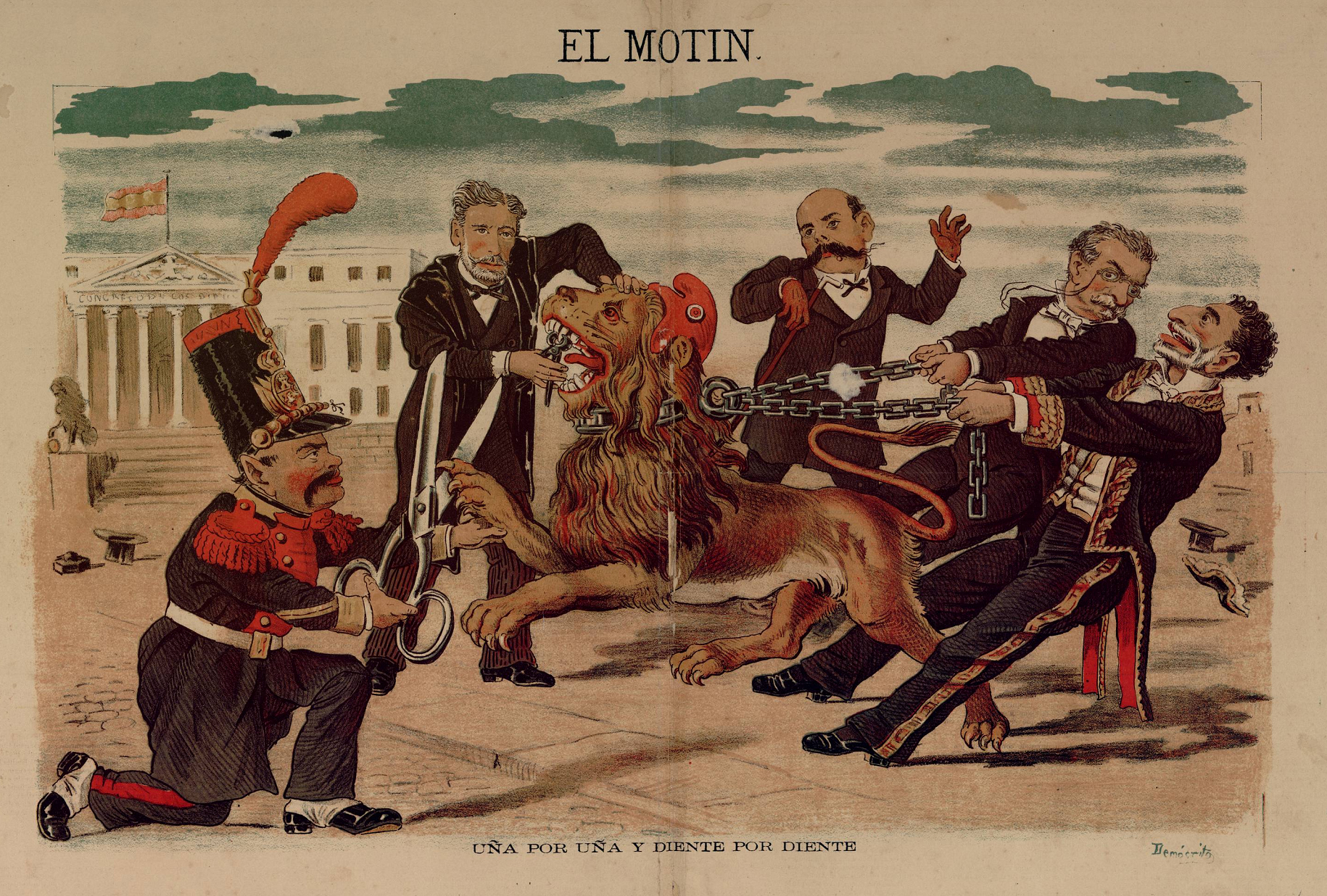
Caricature de El Motín (16 octobre 1881) intitulée «Uña por uña y diente por diente» (Œil pour œil et dent pour dent). Elle montre Cánovas et Sagasta en train de retenir avec des chaînes le lion représentant la République, tandis qu’un civil (peut-être Eugenio Montero Ríos) lui arrache les dents et qu’un militaire (peut-être le général Manuel Becerra y Bermúdez) lui coupe les griffes. Un autre (peut-être Segismundo Moret) collabore en tentant de dompter le fauve. Au fond, la façade du bâtiment du Congrès des députés.

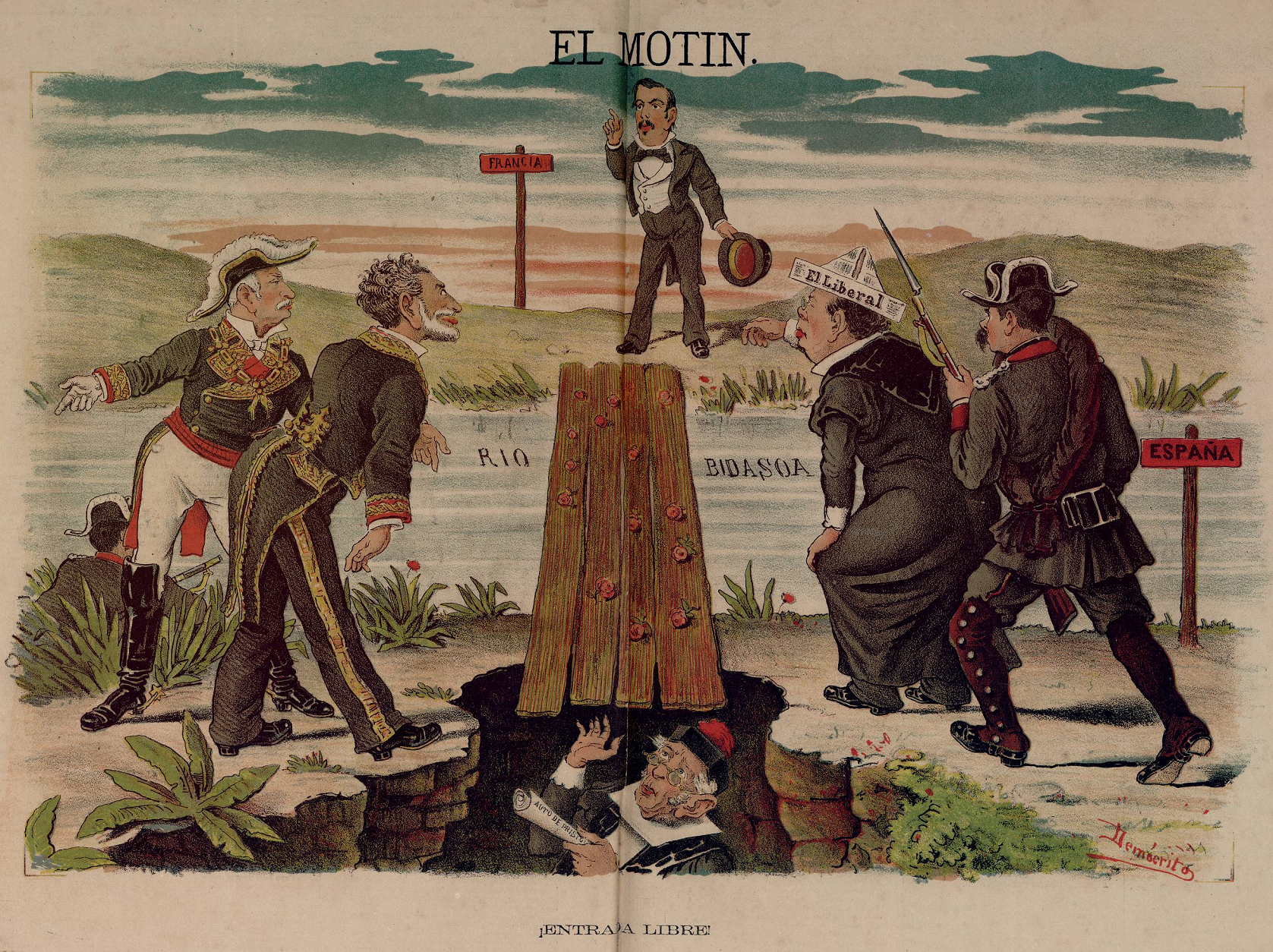
Caricature de El Motín publiée le 5 juin 1881 intitulée « Entrée libre». Elle représente le dirigeant républicain exilé Manuel Ruiz Zorrilla invité par Sagasta et par le général Serrano à revenir librement en Espagne, bien que ce soit la prison qui l'attende en réalité.

Le nouveau parti libéral Izquierda Dinástica (ID) avait été fondé à l'été 1882, à la suite de l'union de la plus grande partie du Parti démocrate-radical républicain, dirigé par Segismundo Moret, qui dès l'arrivée au pouvoir des libéraux avait quitté les rangs républicains et fondé le Parti monarchique-démocrate, Eugenio Montero Ríos et Cristino Martos — le chef historique du parti Manuel Ruiz Zorrilla, exilé à Paris, avait fondé le Parti républicain progressiste et continué à défendre le pronunciamiento comme seul moyen d'accéder au pouvoir et non la lutte légale — avec les dissidents du Parti libéral-fusionniste mécontents de la politique « de droite » de Sagasta, parmi lesquels se trouvait le général José López Domínguez, neveu du général Serrano. À la tête de la Gauche dynastique se trouvaient deux vétérans politiques : le général Serrano, de 71 ans, et José Posada Herrera, de 68 ans,. ID aspirait à mettre Sagasta hors-jeu afin de constituer le « seul » Parti libéral, fidèle à « l'esprit de 69 », et destiné à alterner avec le Parti conservateur,,. Sagasta reçut l’offre de rejoindre le nouveau parti en abandonnant « les plus rétrogrades aux mains des conservateurs » et dans ce but une entrevue fut organisée entre lui et le général Serrano, mais Sagasta n'accepta pas de compromis. De son côté, le roi Alfonso XII promut la constitution de la Gauche dynastique dans le but de faire accepter sa monarchie aux groupes les plus radicaux. En revanche, il échoua dans sa tentative de rencontrer Ruiz Zorrilla pour essayer de le convaincre car celui-ci refusa, malgré le fait que le roi alla jusqu’à lui proposer de se rendre à l'étranger pour se rencontrer.
Après la démission de Sagasta le 11 octobre, le roi, sans faire de consultation, proposa la présidence du gouvernement, comme l’avaient négocié les libéraux et la Gauche dynastique (Izquierda Dinástica), à José de Posada Herrera.